# ساروتوبی ساسوکه

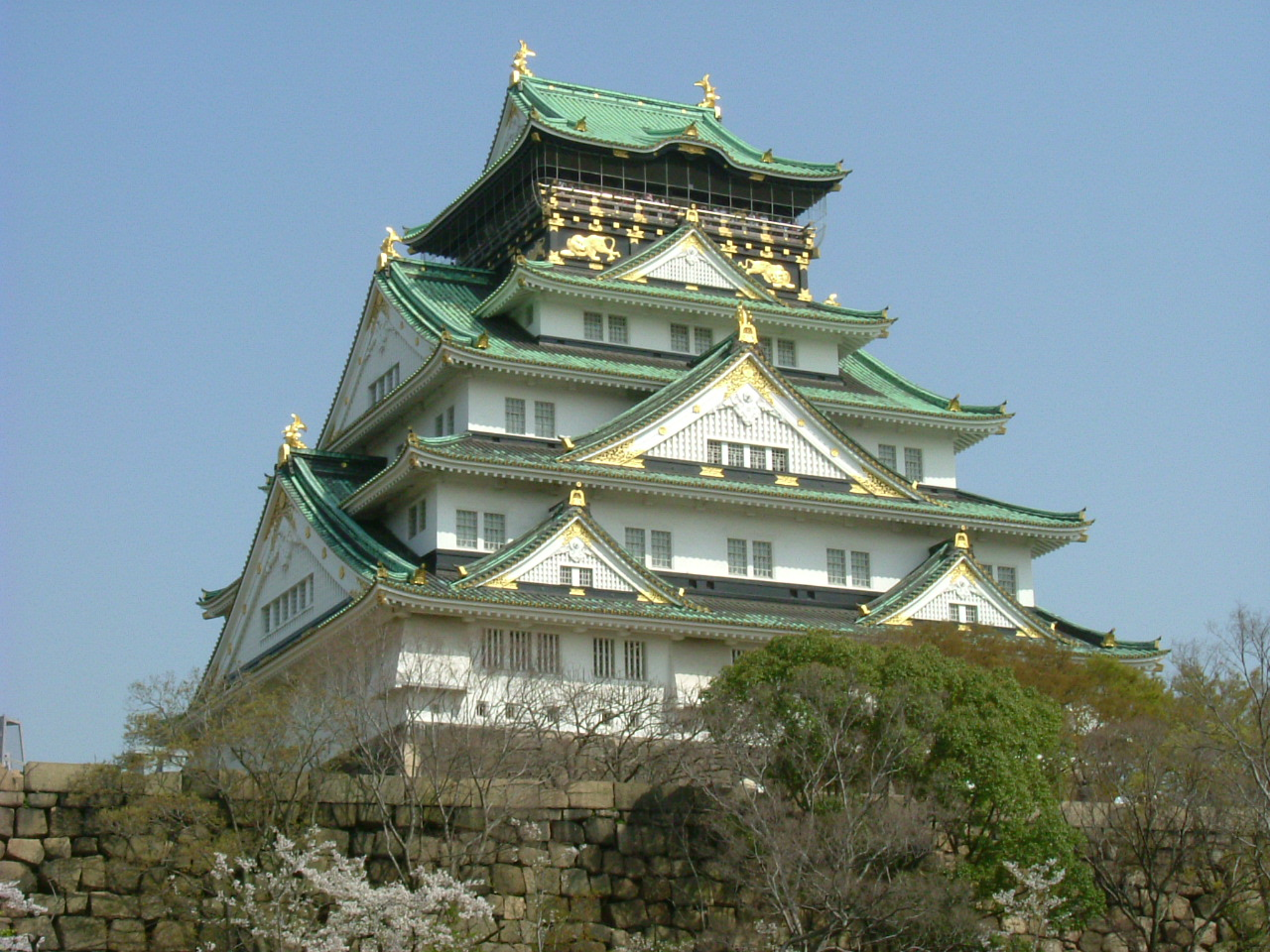
باغ نیشینومارو قلعه اوزاکا، آپریل ۲۰۰۵

ساروتوبی ساسوکه (猿飛佐助  Sarutobi Sasuke) یک نینجا وی یکی از ۱۰ دلاور سانادا است.